# Загальна потужність системи
Загальна потужність системи — термін, який часто використовують в аудіоелектроніці для оцінки потужності аудіосистеми. Загальна потужність системи відноситься до загального енергоспоживання пристрою, а не до енергоспоживання динаміків або вихідної потужності підсилювача. Це можна розглядати як дещо оманливий маркетинговий виверт, оскільки загальне споживання енергії блоку, звичайно, буде більшим, ніж будь-який інший його рейтинг потужності, за винятком, можливо, пікової потужності підсилювача, що по суті є перебільшеним значенням так чи інакше. Стереосистеми та приймачі об'ємного звуку часто оцінюються з використанням загальної потужності системи.
Одним із способів використання загальної потужності системи для отримання більш точної оцінки потужності є розгляд класу підсилювача, який би дав освічене уявлення про вихідну потужність, враховуючи ефективність класу. Наприклад, підсилювачі класу AB мають ефективність близько 25 або 50%, тоді як підсилювачі класу D значно вищі; близько 80% або більше ефективності. Дуже виняткова ефективність для конкретного класу D підсилювача, то ROHM BD5421efs, працює з ККД 90%. 
У деяких випадках аудіопристрій може вимірюватися загальною потужністю системи всіх його гучномовців, додаючи всі їхні пікові показники потужності. Багато систем домашнього кінотеатру в коробці оцінюються таким чином. Часто рейтинги потужності систем домашнього кінотеатру низького класу також приймаються на високому рівні гармонійних спотворень; до 10%, що було б болісно помітно. 